# Малка Верея
Ма́лка Вере́я (болг. Малка Верея) — село в Старозагорській області Болгарії. Входить до складу общини Стара Загора.

## Населення
За даними перепису населення 2011 року у селі проживали 448 осіб, з них 439 осіб (99,8%) — болгари.
Розподіл населення за віком у 2011 році:
Динаміка населення: